# Симеунович, Марко
Ма́рко Симеу́нович (словен. Marko Simeunovič; 6 декабря 1967, Марибор, СФРЮ) — словенский футболист, вратарь. Участник Евро 2000 и ЧМ 2002 в составе сборной Словении.

## Клубная карьера
Серб по национальности. Марко начал свою спортивную карьеру в молодёжной команде «Марибора», потом перешёл в «Црвену Звезду», но за главную команду ни сыграл ни одного матча. После одного сезона, проведённого в «Напредаке» из Крушеваца перешёл в «Олимпию» из Любляны, за которую выступал на протяжении 6 сезонов и сыграл 104 матча. После в карьере Симеуновича был «Марибор» за который он выступал с 1996 по 1997 и с 1999 по 2002 год, в промежутке между которыми он выступал за турецкий «Шекерспор». После «Марибора» футболист перебрался на Кипр, где выступал за «Олимпиакос» из Никосии и АЕЛ из Лимасола. Завершил карьеру на родине выступая за «Интерблок».

## Международная карьера
В национальной сборной дебютировал 3 июня 1992 года в товарищеском матче против сборной Эстонии (1:1). Участник Евро 2000 и ЧМ 2002. Всего за сборную Словении Марко провёл 57 матчей.

## Достижения
«Олимпия» (Любляна)
- Чемпион Словении (3): 1992/93, 1993/94, 1994/95
- Вице-чемпион (1): 1995/96
- Обладатель Кубка Словении (2): 1993, 1996
- Финалист (1): 1992

«Марибор»
- Чемпион Словении (4): 1996/97, 1999/00, 2000/01, 2001/02
- Обладатель Кубка Словении (1): 1997